# Dolna Oryahovitsa
Dolna Oryahovitsa (en bulgare Долна Оряховица) est une ville bulgare de l'oblast de Veliko Tarnovo.

## Géographie
La ville est dans la commune de Gorna Oryahovitsa, à 5 km au nord-est de la ville de Gorna Oryahovitsa.

## Lieux et monuments
- Le tchitalichté.